# Kemerovska oblast
Kemerovska oblast (rusko Ке́меровская о́бласть) je oblast v Rusiji v Sibirskem federalnem okrožju. Na severu meji na Tomsko oblast, na severovzhodu na regijo Krasnojarsk, na vzhodu na republiko Hakasijo, na jugu na republiko Altaj, na jugozahodu na Altajski okraj in na zahodu na Novosibirsko oblast. Ustanovljena je bila 27. januarja 1943.